# Halové mistrovství světa v atletice 1987

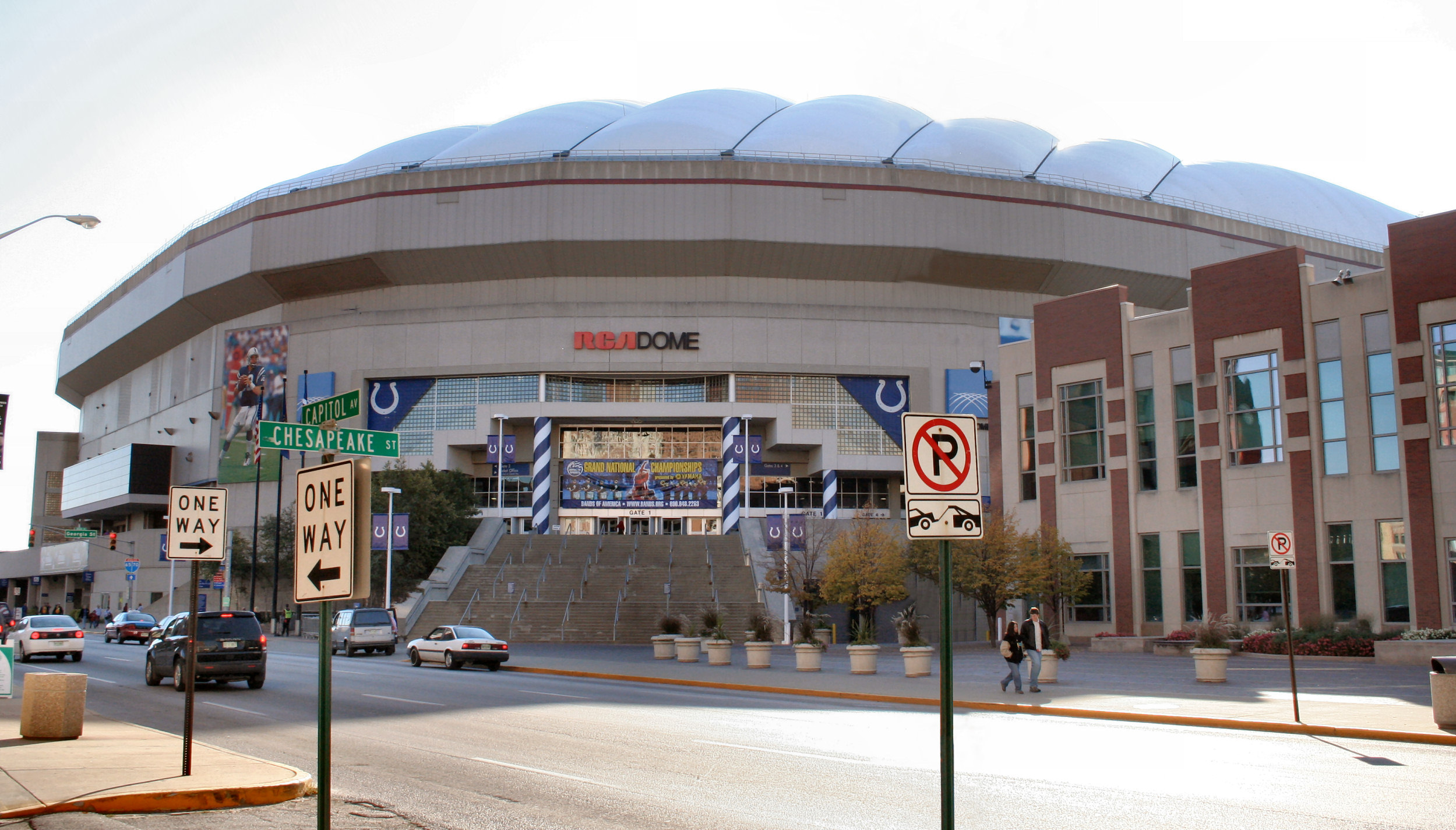
Hala RCA Dome v roce 2005

1. halové mistrovství světa v atletice se odehrávalo ve dnech 6. – 8. března 1987 v americkém Indianapolisu v dnes již neexistující hale RCA Dome (dříve Hoosier Dome). Hala byla v roce 2008 zbourána. Na programu bylo dohromady 24 disciplín (13 mužských a 11 ženských), kterých se zúčastnilo 419 atletů a atletek z 85 států světa.
Předchůdcem tohoto šampionátu byly tzv. Světové halové hry, které se konaly v roce 1985 v Paříži.

## Československá účast
Československo na tomto šampionátu reprezentovalo 7 atletů (4 muži a 3 ženy).

## Medailisté

### Muži
| Soutěž        | Zlato                      | Stříbro                     | Bronz                       |
| ------------- | -------------------------- | --------------------------- | --------------------------- |
| 60 m          | Lee McRae 6,50             | Mark Witherspoon 6,54       | Pierfrancesco Pavoni 6,59   |
| 200 m         | Kirk Baptiste 20,73        | Bruno Marie-Rose 20,89      | Robson da Silva 20,92       |
| 400 m         | Antonio McKay 45,98        | Roberto Hernández 46,09     | Mike Franks 46,19           |
| 800 m         | José Luíz Barbosa 1:47,49  | Vladimir Graudyň 1:47,68    | Faouzi Lahbi 1:47,79        |
| 1500 m        | Marcus O'Sullivan 3:39,04  | José Manuel Abascal 3:39,13 | Han Kulker 3:39,51          |
| 3000 m        | Frank O'Mara 8:03,32       | Paul Donovan 8:03,39        | Terry Brahm 8:03,92         |
| 60 m př.      | Tonie Campbell 7,51        | Stéphane Caristan 7,62      | Nigel Walker 7,66           |
| Chůze na 5 km | Michail Ščennikov 18:27,79 | Jozef Pribilinec 18:27,80   | Ernesto Canto 18:38,71      |
| Skok do výšky | Igor Paklin 2,38 m         | Gennadij Avdějenko 2,38 m   | Ján Zvara 2,34 m            |
| Skok o tyči   | Sergej Bubka 5,85 m        | Earl Bell 5,80 m            | Thierry Vigneron 5,80 m     |
| Skok daleký   | Larry Myricks 8,23 m       | Paul Emordi 8,01 m          | Giovanni Evangelisti 8,01 m |
| Trojskok      | Mike Conley 17,54 m        | Oleg Procenko 17,26 m       | Frank Rutherford 17,02 m    |
| Vrh koulí     | Ulf Timmermann 22,24 m     | Werner Günthör 21,61 m      | Sergej Smirnov 20,67 m      |

### Ženy
| Soutěž        | Zlato                        | Stříbro                     | Bronz                       |
| ------------- | ---------------------------- | --------------------------- | --------------------------- |
| 60 m          | Nelli Coomanová 7,08         | Anelia Nuněvová 7,10        | Angela Baileyová 7,12       |
| 200 m         | Heike Drechslerová 22,27     | Merlene Otteyová 22,66      | Grace Jacksonová 23,21      |
| 400 m         | Sabine Buschová 51,66        | Lilie Leatherwoodová 52,54  | Judit Forgácsová 52,68      |
| 800 m         | Christine Wachtelová 2:01,32 | Gabriela Sedláková 2:01,85  | Ljubov Kirjuchinová 2:01,98 |
| 1500 m        | Doina Melinteová 4:05,68     | Tetjana Samolenková 4:07,08 | Světlana Kitovová 4:07,59   |
| 3000 m        | Tetjana Samolenková 8:46,52  | Olga Bondarenková 8:47,08   | Maricica Puicăová 8:47,92   |
| 60 m př.      | Cornelia Oschkenatová 7,82   | Jordanka Donkovová 7,85     | Ginka Zagorčevová 7,99      |
| Chůze na 3 km | Olga Krištopová 12:05,49     | Giuliana Salceová 12:36,76  | Ann Peelová 12:38,97        |
| Skok do výšky | Stefka Kostadinovová 2,05 m  | Susanne Beyerová 2,02 m     | Emilia Dragievová 2,00 m    |
| Skok daleký   | Heike Drechslerová 7,10 m    | Helga Radtkeová 6,94 m      | Jelena Bělevská 6,76 m      |
| Vrh koulí     | Natalja Lisovská 20,52 m     | Ilona Briesenicková 20,28 m | Claudia Loschová 20,14 m    |

## Medailové pořadí
| Umístění | Stát                       | Zlato | Stříbro | Bronz | Celkem |
| -------- | -------------------------- | ----- | ------- | ----- | ------ |
| 1.       | Sovětský svaz              | 6     | 5       | 4     | 15     |
| 2.       | USA                        | 6     | 3       | 2     | 11     |
| 3.       | NDR                        | 6     | 3       | 0     | 9      |
| 4.       | Irsko                      | 2     | 1       | 0     | 3      |
| 5.       | Bulharská lidová republika | 1     | 2       | 2     | 5      |
| 6.       | Brazílie                   | 1     | 0       | 1     | 2      |
| 6.       | Nizozemsko                 | 1     | 0       | 1     | 2      |
| 6.       | Rumunsko                   | 1     | 0       | 1     | 2      |
| 9.       | Československo             | 0     | 2       | 1     | 3      |
| 9.       | Francie                    | 0     | 2       | 1     | 3      |
| 11.      | Itálie                     | 0     | 1       | 2     | 3      |
| 12.      | Jamajka                    | 0     | 1       | 1     | 2      |
| 13.      | Kuba                       | 0     | 1       | 0     | 1      |
| 13.      | Nigérie                    | 0     | 1       | 0     | 1      |
| 13.      | Španělsko                  | 0     | 1       | 0     | 1      |
| 13.      | Švýcarsko                  | 0     | 1       | 0     | 1      |
| 17.      | Kanada                     | 0     | 0       | 2     | 2      |
| 18.      | Bahamy                     | 0     | 0       | 1     | 1      |
| 18.      | Maďarsko                   | 0     | 0       | 1     | 1      |
| 18.      | Maroko                     | 0     | 0       | 1     | 1      |
| 18.      | Mexiko                     | 0     | 0       | 1     | 1      |
| 18.      | Velká Británie             | 0     | 0       | 1     | 1      |
| 18.      | Západní Německo            | 0     | 0       | 1     | 1      |